# Tyska filmpriset för bästa film
Tyska filmpriset för bästa film (tyska: Bester programmfüllender Spielfilm) delas ut sedan 1951 som en av Tyska filmprisets kategorier.

## Pristagare 1951 till 1985
| År   | Svensk titel                          | Ursprungstitel                                  | Regissör                 |
| ---- | ------------------------------------- | ----------------------------------------------- | ------------------------ |
| 1951 | Tvillingarnas hemlighet               | Das doppelte Lottchen                           | Josef von Báky           |
| 1952 | Die Schuld des Dr. Homma              | Die Schuld des Dr. Homma                        | Paul Verhoeven           |
| 1953 | Nachts auf den Straßen                | Nachts auf den Straßen                          | Rudolf Jugert            |
| 1954 | Ingen väg tillbaka                    | Weg ohne Umkehr                                 | Victor Vicas             |
| 1955 | Spionchefen Canaris                   | Canaris                                         | Alfred Weidenmann        |
| 1956 | Inget pris                            | Inget pris                                      | Inget pris               |
| 1957 | Kuppen i Köpenick                     | Der Hauptmann von Köpenick                      | Helmut Käutner           |
| 1958 | Djävulen kom om natten                | Nachts, wenn der Teufel kam                     | Robert Siodmak           |
| 1959 | Hjältar                               | Helden                                          | Franz Peter Wirth        |
| 1960 | Bron                                  | Die Brücke                                      | Bernhard Wicki           |
| 1961 | Inget pris                            | Inget pris                                      | Inget pris               |
| 1962 | Das Brot der frühen Jahre             | Das Brot der frühen Jahre                       | Herbert Vesely           |
| 1963 | Die endlose Nacht                     | Die endlose Nacht                               | Will Tremper             |
| 1963 | Das Feuerschiff                       | Das Feuerschiff                                 | Ladislao Vajda           |
| 1964 | Kennwort: Reiher                      | Kennwort: Reiher                                | Rudolf Jugert            |
| 1965 | Das Haus in der Karpfengasse          | Das Haus in der Karpfengasse                    | Kurt Hoffmann            |
| 1966 | Den unge Törless                      | Der junge Törless                               | Volker Schlöndorff       |
| 1967 | Anita G – flicka utan förflutet       | Abschied von gestern                            | Alexander Kluge          |
| 1968 | Tatueringen                           | Tätowierung                                     | Johannes Schaaf          |
| 1969 | Artisterna i cirkuskupolen: Rådlösa   | Die Artisten in der Zirkuskuppel: Ratlos        | Alexander Kluge          |
| 1970 | Katzelmacher                          | Katzelmacher                                    | Rainer Werner Fassbinder |
| 1970 | Malatesta                             | Malatesta                                       | Peter Lilienthal         |
| 1971 | Erste Liebe                           | Erste Liebe                                     | Maximilian Schell        |
| 1972 | Trotta                                | Trotta                                          | Johannes Schaaf          |
| 1972 | Ludvig – rekviem för en jungfrukonung | Ludwig – Requiem für einen jungfräulichen König | Hans-Jürgen Syberberg    |
| 1973 | Die Sachverständigen                  | Die Sachverständigen                            | Norbert Kückelmann       |
| 1974 | Fotgängaren                           | Der Fußgänger                                   | Maximilian Schell        |
| 1975 | Lina Braake                           | Lina Braake                                     | Bernhard Sinkel          |
| 1976 | Es herrscht Ruhe im Land              | Es herrscht Ruhe im Land                        | Peter Lilienthal         |
| 1977 | Heinrich                              | Heinrich                                        | Helma Sanders-Brahms     |
| 1978 | Die gläserne Zelle                    | Die gläserne Zelle                              | Hans W. Geißendörfer     |
| 1979 | Blecktrumman                          | Die Blechtrommel                                | Volker Schlöndorff       |
| 1980 | Die letzten Jahre der Kindheit        | Die letzten Jahre der Kindheit                  | Norbert Kückelmann       |
| 1981 | Jede Menge Kohle                      | Jede Menge Kohle                                | Adolf Winkelmann         |
| 1982 | Två tyska systrar                     | Die bleierne Zeit                               | Margarethe von Trotta    |
| 1983 | Sakernas tillstånd                    | Der Stand der Dinge                             | Wim Wenders              |
| 1984 | Där de gröna myrorna drömmer          | Wo die grünen Ameisen träumen                   | Werner Herzog            |
| 1985 | Överste Redl                          | Redl ezredes                                    | István Szabó             |

## Pristagare och nominerade sedan 1986

### 1980-talet
1986
- Rosa Luxemburg (Filmband in Gold) – Regi: Margarethe von Trotta
- Den blinde regissören (Der Angriff der Gegenwart auf die übrige Zeit) (Filmband in Silber) – Regi: Alexander Kluge
- Karlar (Männer) (Filmband in Silber) – Regi: Doris Dörrie
  - Daheim sterben die Leut' – Regi: Klaus Gietinger och Leo Hiemer
  - Versteckt – Regi: Anthony Page
  - Goethe in D. – Regi: Manfred Vosz
  - Heidenlöcher – Regi: Wolfram Paulus
  - Sugarbaby (Zuckerbaby) – Regi: Percy Adlon

1987
- Francesca (Filmband in Silber) – Regi: Vérénice Rudolph
- Rosens namn (Der Name der Rose) (Filmband in Silber) – Regi: Jean-Jacques Annaud
- Das Schweigen des Dichters (Filmband in Silber) – Regi: Peter Lilienthal
  - 40 Quadratmeter Deutschland – Regi: Tevfik Başer
  - Das alte Ladakh – Regi: Clemens Kuby
  - Caspar David Friedrich – Grenzen der Zeit – Regi: Peter Schamoni
  - Der Flieger – Regi: Erwin Keusch
  - Peng! Du bist tot! – Regi: Adolf Winkelmann

1988
- Himmel över Berlin (Der Himmel über Berlin) (Filmband in Gold) – Regi: Wim Wenders
- Der Indianer (Filmband in Silber) – Regi: Rolf Schübel
- Bagdad Café (Out of Rosenheim) (Filmband in Silber) – Regi: Percy Adlon
  - Drakfoder (Drachenfutter) – Regi: Jan Schütte
  - Der gläserne Himmel – Regi: Nina Grosse
  - Der kleine Staatsanwalt – Regi: Hark Bohm
  - Man kann ja nie wissen – Regi: Gerhard Hostermann och Diethard Küster
  - Sierra Leone – Regi: Uwe Schrader
  - Das Treibhaus – Regi: Peter Goedel
  - Das weite Land – Regi: Luc Bondy

1989
- Yasemin (Filmband in Gold) – Regi: Hark Bohm
- Granne med ondskan (Herbstmilch) (Filmband in Silber) – Regi: Joseph Vilsmaier
- Wallers sista vandring (Wallers letzter Gang) (Filmband in Silber) – Regi: Christian Wagner
  - Farväl till ett falskt paradis (Abschied vom falschen Paradies) – Regi: Tevfik Baser
  - La Amiga – Regi: Jeanine Meerapfel
  - Im Jahr der Schildkröte – Regi: Ute Wieland
  - Land der Väter, Land der Söhne – Regi: Nico Hofmann
  - Martha Jellneck – Regi: Kai Wessel
  - Kärlek och fruktan (Paura e amore) – Regi: Margarethe von Trotta
  - Falksommar (Der Sommer des Falken) – Regi: Arend Agthe

### 1990-talet
1990
- Slutstation Brooklyn (Letzte Ausfahrt Brooklyn) (Filmband in Gold) – Regi: Uli Edel
- Georg Elser – Einer aus Deutschland (Filmband in Silber) – Regi: Klaus Maria Brandauer
- Das Spinnennetz (Filmband in Silber) – Regi: Bernhard Wicki
  - American Beauty Ltd. – Regi: Dieter Marcello
  - Janssen: Ego – Regi: Peter Voss-Andreae
  - Der Rosengarten – Regi: Fons Rademakers
  - Den förskräckliga flickan (Das schreckliche Mädchen) – Regi: Michael Verhoeven
  - Sturzflug – Regi: Thorsten Näter
  - Återkomsten (Verfolgte Wege) – Regi: Uwe Janson
  - Zwei Frauen – Regi: Carl Schenkel

1991
- Malina (Filmband in Gold) – Regi: Werner Schroeter
- Homo faber (Filmband in Silber) – Regi: Volker Schlöndorff
- Der Tangospieler (Filmband in Silber) – Regi: Roland Gräf
  - Go Trabi Go – Regi: Peter Timm
  - Das Heimweh des Walerjan Wrobel – Regi: Rolf Schübel
  - Nie im Leben – Regi: Helmut Berger och Nina Grosse
  - Das serbische Mädchen – Regi: Peter Sehr
  - Step Across the Border – Regi: Nicolas Humbert och Werner Penzel
  - Winckelmanns Reisen – Regi: Jan Schütte

1992
- Schtonk! (Filmband in Gold) – Regi: Helmut Dietl
- Das Land hinter dem Regenbogen (Filmband in Silber) – Regi: Herwig Kipping
- Leise Schatten (Filmband in Silber) – Regi: Sherry Hormann
  - Buster's Bedroom – Regi: Rebecca Horn
  - Celibidache – Regi: Jan Schmidt-Garre
  - Happy Birthday, Türke! – Regi: Doris Dörrie
  - Max Ernst: Mein Vagabundieren – Meine Unruhe – Regi: Peter Schamoni
  - Pizza Colonia – Regi: Klaus Emmerich
  - Der schwarze Kasten – Regi: Johann Feindt och Tamara Trampe
  - Wildfeuer – Regi: Jo Baier

1993
- Kleine Haie (Filmband in Silber) – Regi: Sönke Wortmann
- Der olympische Sommer (Filmband in Silber) – Regi: Gordian Maugg
- Wir können auch anders... (Filmband in Silber) – Regi: Detlev Buck
  - Herzsprung – Regi: Helke Misselwitz
  - Krücke – Regi: Jörg Grünler
  - Langer Gang – Regi: Yılmaz Arslan
  - Meine Tochter gehört mir – Regi: Vivian Naefe
  - Neues in Wittstock – Regi: Volker Koepp
  - Nordkurve – Regi: Adolf Winkelmann
  - Der Störenfried – Ermittlungen zu Oskar Brüsewitz – Regi: Thomas Frickel

1994
- Kaspar Hauser (Filmband in Gold) – Regi: Peter Sehr
- Auf Wiedersehen Amerika (Filmband in Silber) – Regi: Jan Schütte
- Balagan (Filmband in Silber) – Regi: Andres Veiel
  - Avklädd! (Abgeschminkt!) – Regi: Katja von Garnier
  - Abschied von Agnes – Regi: Michael Gwisdek
  - Fjärran, så nära! (In weiter Ferne, so nah!) – Regi: Wim Wenders
  - Den långa tystnaden (Il lungo silenzio) – Regi: Margarethe von Trotta
  - Oben – Unten – Regi: Joseph Orr

1995
- Den åtråvärde mannen (Der bewegte Mann) (Filmband in Gold) – Regi: Sönke Wortmann
- Ingen tycker om mig (Keiner liebt mich) (Filmband in Silber) – Regi: Doris Dörrie
- Verhängnis (Filmband in Silber) – Regi: Fred Kelemen
  - Burning Life – Regi: Peter Welz
  - Hasenjagd – Vor lauter Feigheit gibt es kein Erbarmen – Regi: Andreas Gruber
  - Ich bin nicht Gott, aber wie Gott – Regi: Claus Strobel
  - Maries Lied: Ich war, ich weiß nicht wo – Regi: Niko Brücher
  - Die Sieger – Regi: Dominik Graf

1996
- Der Totmacher (Filmband in Gold) – Regi: Romuald Karmakar
- Mutters Courage (Filmband in Silber) – Regi: Michael Verhoeven
- Schlafes Bruder (Filmband in Silber) – Regi: Joseph Vilsmaier
  - Lisbon Story – Regi: Wim Wenders
  - Bakom murarna (Männerpension) – Regi: Detlev Buck
  - Stadtgespräch – Regi: Rainer Kaufmann
  - Die Überlebenden – Regi: Andres Veiel
  - Niki de Saint Phalle – Regi: Peter Schamoni

1997
- Rossini – oder die mörderische Frage, wer mit wem schlief (Filmband in Gold) – Regi: Helmut Dietl
- Bortom tystnaden (Jenseits der Stille) (Filmband in Silber) – Regi: Caroline Link
- Das Leben ist eine Baustelle (Filmband in Silber) – Regi: Wolfgang Becker
  - 14 Tage lebenslänglich – Regi: Roland Suso Richter
  - Engelchen – Regi: Helke Misselwitz
  - Knockin' on Heaven's Door – Regi: Thomas Jahn
  - Lea – Regi: Ivan Fíla
  - Nach Saison – Regi: Pepe Danquart och Mirjam Quinte

1998
- Comedian Harmonists (Filmband in Gold) – Regi: Joseph Vilsmaier
- Winterschläfer (Filmband in Silber) – Regi: Tom Tykwer
- Zugvögel ... Einmal nach Inari (Filmband in Silber) – Regi: Peter Lichtefeld
  - Die Apothekerin – Regi: Rainer Kaufmann
  - Frau Rettich, die Czerni und ich – Regi: Markus Imboden
  - Härtetest – Regi: Janek Rieke
  - Kinderland ist abgebrannt – Regi: Sibylle Tiedemann
  - Obsession – Regi: Peter Sehr

1999
- Spring Lola (Lola rennt) (Filmpreis in Gold) – Regi: Tom Tykwer
- 23 – Nichts ist so wie es scheint (Filmpreis in Silber) – Regi: Hans-Christian Schmid
- Nachtgestalten (Filmpreis in Silber) – Regi: Andreas Dresen
  - Aimée & Jaguar – Regi: Max Färberböck
  - Herr Zwilling und Frau Zuckermann – Regi: Volker Koepp
  - Kurz und schmerzlos – Regi: Fatih Akın
  - Wir machen weiter... – Regi: Wolfgang Ettlich
  - Bin ich schön? – Regi: Doris Dörrie

### 2000-talet
2000
- Den oberörbara (Die Unberührbare) (Filmpreis in Gold) – Regi: Oskar Roehler
- Absolute Giganten (Filmpreis in Silber) – Regi: Sebastian Schipper
- Sonnenallee (Filmpreis in Silber) – Regi: Leander Haußmann
  - Gloomy Sunday – Ein Lied von Liebe und Tod – Regi: Rolf Schübel
  - The Million Dollar Hotel – Regi: Wim Wenders
  - Wege in die Nacht – Regi: Andreas Kleinert
  - Käpt'n Blaubär – Der Film - Regi: Hayo Freitag

2001
- Den inre säkerheten (Die innere Sicherheit) (Filmpreis in Gold) – Regi: Christian Petzold
- Crazy (Filmpreis in Silber) – Regi: Hans-Christian Schmid
- Prinsessan och krigaren (Der Krieger und die Kaiserin) (Filmpreis in Silber) – Regi: Tom Tykwer
  - Alaska.de – Regi: Esther Gronenborn
  - Experimentet (Das Experiment) – Regi: Oliver Hirschbiegel
  - Gran Paradiso – Regi: Miguel Alexandre

2002
- Ingenstans i Afrika (Nirgendwo in Afrika) (Filmpreis in Gold) – Regi: Caroline Link
- En halv trappa upp (Halbe Treppe) (Filmpreis in Silber) – Regi: Andreas Dresen
- Heaven (Filmpreis in Silber) – Regi: Tom Tykwer
  - Bella Martha – Regi: Sandra Nettelbeck
  - Das weisse Rauschen – Regi: Hans Weingartner
  - Kärlek & uppror (Wie Feuer und Flamme) – Regi: Connie Walter

2003
- Good Bye, Lenin! (Filmpreis in Gold) – Regi: Wolfgang Becker
- Lichter (Filmpreis in Silber) – Regi: Hans-Christian Schmid
- Nackt (Filmpreis in Silber) – Regi: Doris Dörrie
  - Elefantenherz – Regi: Züli Aladağ
  - Pigs Will Fly – Regi: Eoin Moore
  - Solino – Regi: Fatih Akın

2004
- Mot väggen (Gegen die Wand) (Filmpreis in Gold) – Regi: Fatih Akın
- Kroko (Filmpreis in Silber) – Regi: Sylke Enders
- Das Wunder von Bern (Filmpreis in Silber) – Regi: Sönke Wortmann
  - Herr Lehmann – Regi: Leander Haußmann
  - Muxmäuschenstill – Regi: Marcus Mittermeier
  - Wolfsburg – Regi: Christian Petzold

2005
- Alles auf Zucker! (Filmpreis in Gold) – Regi: Dani Levy
- De feta åren är förbi (Die fetten Jahre sind vorbei) (Filmpreis in Silber) – Regi: Hans Weingartner
- Sophie Scholl – De sista dagarna (Sophie Scholl – Die letzten Tage) (Filmpreis in Silber) – Regi: Marc Rothemund
  - Agnes und seine Brüder – Regi: Oskar Roehler
  - Der neunte Tag – Regi: Volker Schlöndorff
  - Der Wald vor lauter Bäumen – Regi: Maren Ade

2006
- De andras liv (Das Leben der Anderen) (Filmpreis in Gold) – Regi: Florian Henckel von Donnersmarck
- Knallhart (Filmpreis in Silber) – Regi: Detlev Buck
- Requiem (Filmpreis in Silber) – Regi: Hans-Christian Schmid
  - Komm näher – Regi: Vanessa Jopp
  - Paradise Now – Regi: Hany Abu-Assad
  - Sommer vorm Balkon – Regi: Andreas Dresen

2007
- Fyra minuter (Vier Minuten) (Filmpreis in Gold) – Regi: Chris Kraus
- Wer früher stirbt ist länger tot (Filmpreis in Silber) – Regi: Marcus H. Rosenmüller
- Parfymen: Berättelsen om en mördare (Das Parfum – Die Geschichte eines Mörders) (Filmpreis in Silber) – Regi: Tom Tykwer
  - Emmas lycka (Emmas Glück) – Regi: Sven Taddicken
  - Falskmyntarna (Die Fälscher) – Regi: Stefan Ruzowitzky
  - Winterreise – Regi: Hans Steinbichler

2008
- Vid himlens utkant (Auf der anderen Seite) (Filmpreis in Gold) – Regi: Fatih Akın
- Kirschblüten – Hanami (Filmpreis in Silber) – Regi: Doris Dörrie
- Die Welle (Filmpreis in Bronze) – Regi: Dennis Gansel
  - Am Ende kommen Touristen (Och så kommer turisterna) – Regi: Robert Thalheim
  - Shoppen – Regi: Ralf Westhoff
  - Yella – Regi: Christian Petzold

2009
- John Rabe (Filmpreis in Gold) – Produktion: Mischa Hofmann, Benjamin Herrmann, Jan Mojto
- Im Winter ein Jahr (Filmpreis in Silber) – Produktion: Uschi Reich, Martin Moszkowicz
- Sjunde himlen (Wolke Neun) (Filmpreis in Bronze) – Produktion: Peter Rommel
  - Der Baader Meinhof Komplex – Produktion: Bernd Eichinger
  - Chiko – Produktion: Fatih Akın, Klaus Maeck
  - Jerichow – Produktion: Florian Koerner von Gustorf, Michael Weber

### 2010-talet
2010
- Det vita bandet (Das weiße Band – Eine deutsche Kindergeschichte) (Filmpreis in Gold) – Produktion: Stefan Arndt
- Sturm (Filmpreis in Silber) – Produktion: Britta Knöller, Hans-Christian Schmid
- Die Fremde (Filmpreis in Bronze) – Produktion: Feo Aladağ, Züli Aladağ
  - Du och jag (Alle anderen) – Produktion: Janine Jackowski, Maren Ade, Dirk Engelhardt
  - Soul Kitchen – Produktion: Fatih Akın, Klaus Maeck
  - Wüstenblume – Produktion: Peter Herrmann

2011
- Vincent will Meer (Filmpreis in Gold) – Produktion: Harald Krügler, Viola Jäger
- Almanya – Willkommen in Deutschland (Filmpreis in Silber) – Produktion: Andreas Richter, Ursula Woerner, Annie Brunner (Roxy-Film)
- Motståndets tid (Wer wenn nicht wir) (Filmpreis in Bronze) – Produktion: Thomas Kufus
  - Tre (Drei) – Produktion: Stefan Arndt
  - Der ganz große Traum – Produktion: Anatol Nitschke, Raoul B. Reinert
  - Goethe! – Produktion: Christoph Müller, Helge Sasse

2012
- Halt auf freier Strecke (Filmpreis in Gold) – Produktion: Peter Rommel, Regi: Andreas Dresen
- Barbara (Filmpreis in Silber) – Produktion: Florian Koerner von Gustorf och Michael Weber, Regi: Christian Petzold
- Kriegerin (Filmpreis in Bronze) – Produktion: Eva-Marie Martens och René Frotscher, Regi: David Wnendt
  - Anonym  (Anonymus) – Produktion: Roland Emmerich, Larry Franco och Robert Léger, Regi: Roland Emmerich
  - Dreiviertelmond – Produktion: Robert Marciniak och Uli Aselmann, Regi: Christian Zübert
  - Hell – Produktion: Thomas Wöbke och Gabriele M. Walther, Regi: Tim Fehlbaum

2013
- Oh Boy (Filmpreis in Gold) – Produktion: Marcos Kantisoch Alexander Wadouh, Regi: Jan-Ole Gerster
- Hannah Arendt (Filmpreis in Silber) – Produktion: Bettina Brokemper, Regi: Margarethe von Trotta
- Lore (Filmpreis in Bronze) – Produktion: Karsten Stöter, Benny Drechsel, Liz Watts och Paul Welsh, Regi: Cate Shortland
  - Cloud Atlas – Produktion: Stefan Arndt, Grant Hill, syskonen Wachowski och Tom Tykwer, Regi: Lana Wachowski, Andy Wachowski och Tom Tykwer
  - Quellen des Lebens – Produktion: Stefan Arndt, Regi: Oskar Roehler
  - Die Wand – Produktion: Rainer Kölmel och Wasiliki Bleser  Regi: Julian Roman Pölsler

2014
- Det andra Heimat (Die andere Heimat – Chronik einer Sehnsucht) (Filmpreis in Gold) – Produktion: Christian Reiz, Regi: Edgar Reitz
- Das finstere Tal (Filmpreis in Silber) – Produktion: Helmut Grasser och Stefan Arndt, Regi: Andreas Prochaska
- Zwei Leben (Filmpreis in Bronze) – Produktion: Dieter Zeppenfeld, Rudi Teichmann och Axel Helgeland, Regi: Georg Maas
  - Fack ju Göhte – Produktion: Christian Becker och Lena Schömann, Regi: Bora Dagtekin
  - Finsterworld – Produktion: Tobias Walker och Philipp Worm, Regi: Frauke Finsterwalder
  - Love Steaks – Produktion: Ines Schiller och Golo Schultz, Regi: Jakob Lass

2015
- Victoria (Filmpreis in Gold) – Produktion: Sebastian Schipper och Jan Dressler, Regi: Sebastian Schipper
- Jack (Filmpreis in Silber) – Produktion: Jan Krüger och René Römert, Regi: Edward Berger
- Zeit der Kannibalen (Filmpreis in Bronze) – Produktion: Milena Maitz, Regi: Johannes Naber
  - Im Labyrinth des Schweigens – Produktion: Uli Putz, Sabine Lamby och Jakob Claussen, Regi: Giulio Ricciarelli
  - Who am I – Kein System ist sicher – Produktion: Max Wiedemann och Quirin Berg, Regi: Baran bo Odar
  - Wir sind jung. Wir sind stark. – Produktion: Jochen Laube och Leif Alexis, Regi: Burhan Qurbani

2016
- Der Staat gegen Fritz Bauer (Filmpreis in Gold) – Produktion: Thomas Kufus, Regi: Lars Kraume
- Herbert (Filmpreis in Silber) – Produktion: Undine Filter, Thomas Král och Anatol Nitschke, Regi: Thomas Stuber
- 4 Könige (Filmpreis in Bronze) – Produktion: Benjamin Seikel och Florian Schmidt-Prange, Regi: Theresa von Eltz

andra nominerade:
- - Er ist wieder da – Produktion: Christoph Müller och Lars Dittrich, Regi: David Wnendt
  - Grüße aus Fukushima – Produktion: Harald Kügler och Molly von Fürstenberg, Regi: Doris Dörrie
  - Ein Hologramm für den König – Produktion: Uwe Schott och Stefan Arndt, Regi: Tom Tykwer

2017
- Min pappa Toni Erdmann (Filmpreis in Gold) – Produktion: Janine Jackowski, Jonas Dornbach och Maren Ade, Regi: Maren Ade
- 24 Wochen (Filmpreis in Silber) – Produktion: Melanie Berke, Tobias Büchner och Thomas Kufus, Regi: Anne Zohra Berrached
- Wild (Filmpreis in Bronze) – Produktion: Bettina Brokemper, Regi: Nicolette Krebitz

andra nominerade:
- - Die Blumen von gestern – Produktion: Danny Krausz och Kathrin Lemme, Regi: Chris Kraus
  - Tschick – Produktion: Marco Mehlitz, Regi: Fatih Akin
  - Willkommen bei den Hartmanns – Produktion:  Quirin Berg, Max Wiedemann, Simon Verhoeven och Michael Verhoeven, Regi: Simon Verhoeven

2018
- 3 Tage in Quiberon (Filmpreis in Gold) – Produktion: Karsten Stöter, Regi: Emily Atef
- Aus dem Nichts (Filmpreis in Silber) – Produktion: Nurhan Şekerci-Porst, Fatih Akın, Herman Weigel, Regi: Fatih Akın
- Western (Filmpreis in Bronze) – Produktion: Jonas Dornbach, Janine Jackowski, Maren Ade, Valeska Grisebach, Regi: Valeska Grisebach

andra nominerade:
- - Der Hauptmann – Produktion: Frieder Schlaich, Irene von Alberti, Regi: Robert Schwentke
  - In den Gängen – Produktion: Jochen Laube, Fabian Maubach, Regi: Thomas Stuber
  - Den tysta revolutionen – Produktion: Miriam Düssel, Regi: Lars Kraume

2019
- Gundermann (Filmpreis in Gold) – Produktion: Claudia Steffen, Christoph Friedel, Regi: Andreas Dresen
- Styx (Filmpreis in Silber) – Produktion: Marcos Kantis, Regi: Wolfgang Fischer
- Der Junge muss an die frische Luft (Filmpreis in Bronze) – Produktion: Sebastian Werninger, Nico Hofmann, Hermann Florin, Regi: Caroline Link

andra nominerade:
- - 25 km/h – Produktion: Markus Goller, Oliver Ziegenbalg, Regi: Markus Goller
  - Das schönste Mädchen der Welt – Produktion: Sebastian Zühr, Timm Oberwelland, Peter Eiff, Theodor Gringel, Regi: Jan-Ole Gerster
  - Transit – Produktion: Florian Koerner von Gustorf, Michael Weber, Antonin Dedet; Regi: Christian Petzold

### 2020-talet
2020
- Systemsprenger (Filmpreis in Gold) – Produktion: Peter Hartwig, Jonas Weydemann, Jakob D. Weydemann, Regi: Christian Petzold
- Berlin Alexanderplatz (Filmpreis in Silber) – Produktion: Leif Alexis, Jochen Laube, Fabian Maubach, Regi: Burhan Qurbani
- Es gilt das gesprochene Wort (Filmpreis in Bronze) – Produktion: Ingo Fliess, Regi: İlker Çatak

andra nominerade:
- - Lara – Produktion: Marcos Kantis, Martin Lehwald, Michal Pokorny, Regi: Jan-Ole Gerster
  - Lindenberg! Mach dein Ding – Produktion: Michael Lehmann, Johannes Pollmann, Günther Russ, Regi: Hermine Huntgeburth
  - Undine – Produktion: Florian Koerner von Gustorf, Michael Weber, Margaret Ménégoz, Regi: Christian Petzold

2021
- Ich bin dein Mensch (Filmpreis in Gold) – Produktion: Lisa Blumenberg, Regi: Maria Schrader
- Fabian oder Der Gang vor die Hunde (Filmpreis in Silber) – Produktion: Felix von Boehm, Regi: Dominik Graf
- Curveball – Wir machen die Wahrheit (Filmpreis in Bronze) – Produktion: Amir Hamz, Christian Springer, Fahri Yardım, Regi: Johannes Naber

andra nominerade:
- - Je suis Karl – Produktion: Christoph Friedel, Claudia Steffen, Regi: Christian Schwochow
  - Schachnovelle  – Produktion: Philipp Worm, Tobias Walker, Regi: Philipp Stölzl
  - Und morgen die ganze Welt – Produktion: Fabian Gasmia, Julia von Heinz, Regi: Julia von Heinz

2022
- Lieber Thomas (Filmpreis in Gold) – Produktion: Michael Souvignier, Till Derenbach, Regi: Andreas Kleinert
- Rabiye Kurnaz vs. George W. Bush (Filmpreis in Silber) – Produktion: Claudia Steffen, Christoph Friedel, Regi: Andreas Dresen
- Den stora friheten (Große Freiheit) (Filmpreis in Bronze) – Produktion: Benny Drechsel, Sabine Moser, Oliver Neumann, Regi: Sebastian Meise

andra nominerade:
- - Contra – Produktion: Christoph Müller, Tom Spieß, Regi: Sönke Wortmann
  - Spencer – Produktion: Jonas Dornbach, Janine Jackowski, Maren Ade, Regi: Pablo Larraín
  - Wunderschön – Produktion: Lothar Hellinger, Christopher Doll, Regi: Karoline Herfurth

2023
- Lärarrummet (Das Lehrerzimmer) (Filmpreis in Gold) – Produktion: Ingo Fliess, Regi: İlker Çatak
- På västfronten intet nytt (Im Westen nichts Neues) (Filmpreis in Silber) – Produktion: Malte Grunert, Regi: Edward Berger
- Holy Spider (Filmpreis in Bronze) – Produktion: Sol Bondy, Jacob Jarek, Regi: Ali Abbasi

andra nominerade:
- - Rheingold – Produktion: Fatih Akin, Nurhan Şekerci-Porst, Herman Weigel, Regi: Fatih Akin
  - Sonne und Beton – Produktion: Fabian Gasmia, David Wnendt, Seven Elephants, Regi: David Wnendt
  - Wann wird es endlich wieder so, wie es nie war – Produktion: Janine Jackowski, Jonas Dornbach, Maren Ade, Regi: Sonja Heiss

2024
- De dödas symfoni (Sterben) (Filmpreis in Gold) – Produktion: Jan Krüger, Ulf Israel, Matthias Glasner, Regi: Matthias Glasner
- Der Fuchs (Filmpreis in Silber) – Produktion: Hana Geißendörfer, Malte Can, Gerrit Klein, Regi: Adrian Goiginger
- Im toten Winkel (Filmpreis in Bronze) – Produktion: Mehmet Aktaş, Regi: Ayşe Polat

andra nominerade:
- - Elaha – Produktion: Matthias Greving, Regi: Milena Aboyan
  - Ein ganzes Leben – Produktion: Timm Oberwelland, Theodor Gringel, Dieter Pochlatko, Regi: Hans Steinbichler
  - Universalteorin (Die Theorie von Allem) – Produktion: Heino Deckert, Viktoria Stolpe, Regi: Timm Kröger